# بنيامين كراوزه
بنيامين كراوزه (بالألمانية: Benjamin Krause)‏ هو لاعب اتحاد الرغبي ألماني، ولد في 15 نوفمبر 1982.